# Macrostylis viriosa
Macrostylis viriosa is een pissebed uit de familie Macrostylidae. De wetenschappelijke naam van de soort is voor het eerst geldig gepubliceerd in 1999 door Mezhov.